# Domenico Bartolucci

Domenico Kardinal Bartolucci (2013)

Kardinalswappen Bartoluccis

Domenico Kardinal Bartolucci (* 7. Mai 1917 in Borgo San Lorenzo, Provinz Florenz, Italien; † 11. November 2013 in Rom) war ein Kardinal der Römischen Kirche, Kirchenmusiker und Komponist. Er war Leiter des Chors der Sixtinischen Kapelle und damit Hauptverantwortlicher für die Musik der päpstlichen Liturgie.

## Leben
Domenico Bartolucci wurde als Sohn eines Ziegelfabrikarbeiters geboren. Er trat in das Priesterseminar des Erzbistums Florenz ein, wo er als Kantor rekrutiert wurde. Im Alter von 14 Jahren komponierte er schon Motetten, Madrigale, Oratorien und Kantaten; in dieser Zeit wurde er auch als Organist an der Kathedrale von Florenz tätig. Am 23. Dezember 1939 empfing er das Sakrament der Priesterweihe durch Elia Kardinal dalla Costa. Nach dem Tod seines Meisters, Francesco Bagnoli, trat Bartolucci als Leiter des Chors der Kathedrale von Florenz die Nachfolge an. In diesen Jahren begann er, Motetten, Orgelmusik, Madrigale und Kammermusik zu komponieren. 1942 wurde Bartolucci nach Rom entsandt, um seine Kenntnisse in Kirchenmusik zu vertiefen. 1947 wurde er auch Pfarrer in Montefloscoli in der Diözese Florenz.
Nachdem Domenico Bartolucci stellvertretender Leiter des Chors der Patriarchalbasilika San Giovanni in Laterano geworden war, trat er 1947 die Nachfolge Licinio Refices als Leiter des Chors der Patriarchalbasilika Santa Maria Maggiore an. 1952 wurde er auf Anraten Maestro Lorenzo Perosis zum stellvertretenden Leiter des Chors der Sixtinischen Kapelle ernannt. Perosi konnte noch am 12. März 1955, zum sechzehnten Jahrestag der Krönungsfeierlichkeiten des Papstes, den Chor der Sixtinische Kapelle dirigieren, starb jedoch am 12. Oktober 1956. Nach dessen Tod ernannte Papst Pius XII. Domenico Bartolucci zum Leiter des Chors der Sixtinischen Kapelle (Direttore Perpetuo della Cappella Musicale Pontificia).
Bartolucci veranlasste eine grundlegende Neuordnung der jahrhundertealten Institution, wobei er die musikalische Ausbildung der Sängerknaben wesentlich verbesserte; bei alledem hatte er die Unterstützung Papst Johannes’ XXIII. Die Cappella Musicale Pontificia Sistina konnte ihre dürftige musikalische Qualität seit der Zeit seiner Amtsübernahme ablegen und sich wesentlich steigern. Am 21. Januar 1965 verlieh ihm Paul VI. den Titel Hausprälat Seiner Heiligkeit. 1997 folgte, trotz seines Titels als „immerwährender Direktor“, dem Achtzigjährigen Giuseppe Liberto als Chorleiter der Sixtinischen Kapelle, was nicht nur auf Zustimmung stieß.
Am 25. Oktober 2010 erhielt er gemeinsam mit dem Bruder des Papstes, Prälat Georg Ratzinger, sowie dem österreichischen Musiker Vorstand der Wiener Philharmoniker Clemens Hellsberg den Ehrenpreis der Stiftung Fondazione Pro Musica e Arte Sacra.
Am 20. November 2010 nahm Papst Benedikt XVI. den 93-jährigen Bartolucci als Kardinaldiakon mit der Titeldiakonie Santissimi Nomi di Gesù e Maria in Via Lata in das Kardinalskollegium auf. Sein Kardinalswappen trug das Motto „Psallam Deo Meo“, zu deutsch „Ich werde meinem Herrn singen“ (Ps 145,2 ).
Kardinal Bartolucci gehörte zu jenen Priestern, die auch nach der Liturgiereform des 2. Vatikanums weiterhin die Hl. Messe im tridentinischen Ritus feierten, wie er in einem Interview bezüglich des Motu proprio Summorum pontificum Papst Benedikts XVI. erwähnte. Der neu ernannte Kardinal feierte am 8. Dezember 2010 die Heilige Messe in der außerordentlichen Form des römischen Ritus in der Kirche Santissima Trinità dei Pellegrini in Rom.
Selbst dirigierte er am 23. Januar 2011 die Capella Sistina zum Abschluss einer Feier im römischen Almo Collegio Capranica. Unter seiner Leitung erklang am 15. Mai 2011 Palestrinas Missa Papae Marcelli bei einer von Walter Kardinal Brandmüller gefeierten Messe in der außerordentlichen Form des römischen Ritus am Altar der Kathedra im Petersdom.
Am 31. August 2011 organisierte er ein Konzert für Papst Benedikt XVI. in Castel Gandolfo, bei dem u. a. auch das Ave Maria seiner lyrischen Oper in drei Akten „Il Brunellesco“ zur Aufführung kam. Zu diesem Anlass komponierte Kardinal Bartolucci das Stück „Benedictus“, ein Papst Benedikt XVI. als Dank gewidmetes Gebet. Benedikt XVI. würdigte den Kardinal anschließend in einer Ansprache: „Der Meister Kardinal Bartolucci muss nicht vorgestellt werden. Ich möchte nur auf drei Aspekte seines Lebens hinweisen, die ihn – neben seinem stolzen Florentiner Geist – in eindeutiger Weise charakterisieren. Das sind: der Glaube, das Priestertum und die Musik. … die Musik ist für Sie die bevorzugte Sprache, um den Glauben der Kirche mitzuteilen und um dem, der Ihre Werke hört, auf dem Weg des Glaubens zu helfen. Sie haben auch durch die Musik Ihren priesterlichen Dienst ausgeübt.“
Am 28. September 2011 ergriff Kardinal Domenico Bartolucci von seiner römischen Titeldiakonie Santissimi Nomi di Gesù e Maria in Via Lata feierlich Besitz.
Am 20. September 2012 gab er in der Basilika St. Paul vor den Mauern in Rom ein Konzert zu Ehren von Papst Benedikt XVI., bei dem sein berühmtes Stabat Mater aufgeführt wurde.
Am Konklave 2013 nahm er als über 80 Jahre alter Kardinal nicht mehr teil. Er starb 96-jährig im Jahr 2013 in Rom.

## Zitate
- „Musik ist die Seele des Wortes, das Kunst wird. Sie disponiert sie, die Schönheit Gottes zu entdecken und willkommen zu heißen. Aus diesem Grund muß die Kirche mehr als bisher lernen, die Schönheit der Musik wiederzugewinnen.“
- „Heute ist es Mode, in Kirchen pop-inspirierte Lieder zu singen und Gitarre zu klimpern; schuld daran sind die Pseudo-Intellektuellen, die die Liturgie und die Musik so entstellt haben, das große Erbe der Vergangenheit verachtend. Wenn die Kunst der Musik nicht wieder zu ihrer früheren Größe zurückkehrt, ohne sich als nebensächliches Produkt anzupassen, braucht man auch die Frage nach ihrer Aufgabe in der Kirche nicht mehr zu stellen. Ich bin gegen Gitarren, aber ich bin auch gegen die Oberflächlichkeit der cäcilianischen Bewegung, das ist mehr oder weniger dasselbe. Unser Motto muß sein: laßt uns zurückkehren zum Gregorianischen Choral und zur Polyphonie in der Tradition Palestrinas, laßt uns diesen Weg fortsetzen.“[14]
- „Benedikt XVI. hat eine Vorliebe für Gregorianik und Polyphonie und will die Verwendung der lateinischen Sprache wieder einführen. Er versteht, dass ohne das Latein das Repertoire der Vergangenheit dazu bestimmt wäre, im Archiv zu verschwinden. Es ist notwendig zu einer Liturgie zurückzukehren, die der Musik, dem Geschmack am Schönen und auch der wahren sakralen Kunst Raum gibt.“[15]

## Werke (Auswahl)
Das musikalische Werk von Kardinal Domenico Bartolucci ist in 49 Bänden erschienen bei Edizioni Cappella Sistina.

### Motetten
- Primo libro dei Mottetti (Antifone Mariane), 30 mottetti a 4 voci e Litanie Lauretane
- Secondo libro dei Mottetti, 25 canti a 1-2-3-4 voci uguali con organo
- Terzo libro dei Mottetti, 44 mottetti a 4 voci
- Quarto libro dei Mottetti, 35 mottetti a 5-6-7-8 voci
- Quinto libro dei Mottetti, 24 mottetti a 4-5-6 voci e organo
- Sesto libro dei Mottetti, 20 mottetti a 4-5-6-7-8 voci a cappella o con organo
- Cantica varia, 7 composizioni a 4-5-6 voci a cappella o con organo
- Sacrae Cantiones, 46 mottetti a più voci

### Hymnen
- Hymnen, 36 inni a 3-4-5-6 voci per l'anno liturgico
- Magnificat, 4 cantici a 2-3-4 voci a organo e 8 cantici a 5 voci a cappella sugli 8 modi modali
- Weihnachten, 26 composizioni a 1-2-3-4-5-6 voci
- Karwoche, Messen, Mottetti und Responsorien a 4-5 voci

### Laudi und Madrigale
- Laudi Mariani, 24 laudi a 3-4-7 voci
- Primo libro dei Madrigali, 18 madrigali a 3-4-5-6 voci
- Secondo libro dei Madrigali, 13 madrigali a 3-4 voci e pianoforte
- Miserere, per baritono solo, coro a 6 voci e orchestra; riduzione per canto e pianoforte

### Messen
- Messe (alternate al canto Gregoriano) 8 messe a 4-5 voci
- Primo libro delle Messe, 5 messe a 1-2-3-4 voci
- Secondo libro delle Messe, 5 messe a 2-3-4 voci
- Terzo libro delle Messe, 6 messe a 3-4 voci
- Quarto libro delle Messe (Dominicis infra annum), 5 messe a 3 voci
- Messa Jubilaei, per coro a 4 voci, organo e piccola orchestra (zum Heiligen Jahr 1950 komponiert)
- Messa Assumptionis, a 6 voci con orchestra
- Messa in onore di S. Cecilia, per soprano, coro a 4 voci, organo e piccola orchestra
- Messa pro Defunctis, per soli, coro a 8 voci e orchestra; riduzione per canto e pianoforte
- Messa de Angelis, per soli, coro a 4 voci e orchestra

### Opern und Oratorien
- Brunellesco, lyrische Oper in drei Akten, für Chor und Orchester
- Baptisma, poemetto sacro, Chor a 3 voci di soprani contralto und Orchester
- La Natività, Oratorium für Solo, 8-stimmigen Chor und Orchester
- La Passione, Oratorium für Solo, 6-stimmigen Chor und Orchester
- La tempesta sul lago, Oratorium für Solo, 4-7-stimmigen Chor und Orchester
- Gloriosi Principes, Oratorium für Solo, 6-stimmigen Chor und Orchester

### Andere Kompositionen
- Trittico Mariano, für Orgel
- Organo, Kompositionen für Orgel und für Clavicembalo
- Sinfonia rustica (Mugellana)
- Concerto in mi, für Pianoforte und Orchester
- Romanza, con variazioni, für Violine solo
- Sonata in sol, für Violine und Pianoforte
- Trio in la, für Violine, Violoncello e Pianoforte
- Benedictus (zu Ehren von Papst Benedikt XVI.), für Sopran, dreistimmigen Chor und Orchester